# Правобережное (электродепо)
ТЧ-9 «Правобере́жное» — проектируемое тяговое электродепо Петербургского метрополитена, будет расположено на Лахтинско-Правобережной линии за станцией «Кудрово». После ввода в эксплуатацию станет первым в Ленинградской области (в г. Кудрово) со служебной соединительной ветвью, ведущей к конечной подземной станции (и, в том числе, глубокого заложения). У существующего в Ленинградской области (г. Мурино) ТЧ-4 «Северное» служебная соединительная ветвь ведёт на наземную крытую станцию «Девяткино».
Создаётся с целью обслуживания поездов Лахтинско-Правобережной линии, до открытия обслуживающаяся ТЧ-3 «Московское».
Депо включено в транспортную стратегию развития Санкт-Петербурга, представленную в 2022 году.

## Обслуживаемые линии
| # | Линия                         |
| - | ----------------------------- |
| 4 | Лахтинско-Правобережная линия |

## Пассажирский подвижной состав
| Тип                            |
| ------------------------------ |
| 81-717/714 (планируется)       |
| 81-717.5/714.5 (планируется)   |
| 81-540/541 (планируется)       |
| 81-540.2/541.2 (планируется)   |
| 81-540.5/541.5 (планируется)   |
| 81-717.5П/714.5П (планируется) |